# نيكولاس أسنسيو
نيكولاس أسنسيو (بالإسبانية: Nicolás Asencio) (مواليد 26 أبريل 1975) هو لاعب كرة قدم. يلعب مع منتخب الإكوادور لكرة القدم. سبق له أن لعب في كأس العالم لكرة القدم مع منتخب بلاده.

## روابط خارجية
- نيكولاس أسنسيو على موقع الاتحاد الدولي (مؤرشف)  (الإنجليزية)
- نيكولاس أسنسيو على موقع قاعدة بيانات كرة القدم.إي يو (الإنجليزية)
- نيكولاس أسنسيو على موقع ناشيونال فوتبول تيمز (الإنجليزية)
- نيكولاس أسنسيو على موقع Soccerway.com (الإنجليزية)
- نيكولاس أسنسيو على موقع عالم كرة القدم.نت (الإنجليزية)